# Disciphania spadicea
Disciphania spadicea är en tvåhjärtbladig växtart som beskrevs av Rupert Charles Barneby. Disciphania spadicea ingår i släktet Disciphania och familjen Menispermaceae. Inga underarter finns listade i Catalogue of Life.